# 노스페라투: 공포의 교향곡
《노스페라투, 공포의 교향곡》(독일어: Nosferatu, eine Symphonie des Grauens)은 1922년의 고전 독일 표현주의 공포 영화이다. 브램 스토커의 공포소설 《드라큘라》를 무허가 영화판이다. 프리드리히 무르나우가 감독하고 막스 슈렉이 흡혈귀 오를로크 백작으로 분했다.
1921년에 촬영하여 1922년에 개봉했는데, 《드라큘라》를 허락도 받지 않고 각색하여 ‘뱀파이어’가 ‘노스페라투’가 되고, ‘드라큘라’가 ‘오를로크’가 되는 등 여러 가지 수정이 가해졌다. 스토커의 유족들이 무단 도용을 고소하여 모든 필름 사본에 대한 파기 명령이 내려졌으나, 필름 하나가 살아남았고, 현재 이 영화는 영화사상 손에 꼽히는 영향력을 가진 걸작으로 취급되고 있다. 베르너 헤어초크 감독이 1979년 리메이크를 감독하기도 했다.

## 출연
- 막스 슈레크 - 오를로크 백작(드라큘라 백작)
- 구스타프 폰 방겐하임 - 토마스 후터(조너선 하커)
- 그레타 슈뢰더 - 엘렌 후터(미나 하커)
- 알렉산더 그라나흐 - 크노크(렌필드)
- 게오르크 H. 슈넬 - 하르딩 선주(아서 홈우드)
- 루트 란츠호프 - 아니(루시 웨스턴라)
- 욘 고토프트 - 불버 교수(에이브러햄 반 헬싱)
- 구스타프 보츠 - 지버스 교수(존 수어드)
- 막스 네메츠 - 엠푸자 호 선장
- 볼프강 하인츠 - 엠푸자 호 일등항해사
- 하르디 폰 프랑수아 - 정신과 의사
- 알베르트 페노아 - 선원
- 귀도 헤르츠펠트
- 카를 에틀링거 - 학생
- 파니 슈레크 - 간호사

## 같이 보기
- 역대 최고의 영화 목록